# Krzywionka
Krzywionka lub Krzywianka – jezioro w Polsce, położone w województwie warmińsko-mazurskim, w powiecie ełckim, w gminie Ełk.

## Położenie
Jezioro leży na Pojezierzu Mazurskim, w mezoregionie Pojezierza Ełckiego, w dorzeczu Płociczanka–Ełk–Biebrza–Narew–Wisła. Znajduje się około 10 km w kierunku północnym od Ełku. Z jeziora na północy wypływa ciek wodny, który łączy zbiornik wodny z Jeziorem Przytulskim. W najbliższym otoczeniu znajdują się pola, łąki, pastwiska i lasy liściaste, brak natomiast zabudowań. Wieś Romejki znajduje się ok. 500 m w kierunku południowym.
Występują wysokie brzegi, w niektórych miejscach są strome. Przewężenia dzielą jezioro na cztery wyraźnie zaznaczone części.
Jezioro leży na terenie obwodu rybackiego jeziora Krzywionka w zlewni rzeki Ełk – nr 24.

## Morfometria
Według danych Instytutu Rybactwa Śródlądowego powierzchnia zwierciadła wody jeziora wynosi 48,8 ha. Średnia głębokość zbiornika wodnego to 3,1 m, a maksymalna – 17,9 m. Lustro wody znajduje się na wysokości 134,2 m n.p.m. Objętość jeziora wynosi 1 510,8 tys. m³. Maksymalna długość jeziora to 1 850 m a szerokość 620 m. Długość linii brzegowej wynosi 6 150 m.
Inne dane uzyskano natomiast poprzez planimetrię jeziora na mapach w skali 1:50 000 według Państwowego Układu Współrzędnych 1965, zgodnie z poziomem odniesienia Kronsztadt. Otrzymana w ten sposób powierzchnia zbiornika wodnego to 46,0 ha, a wysokość bezwzględna lustra wody – 134,3 m n.p.m.

## Przyroda
Wśród ryb występują liny, szczupaki i leszcze. Roślinność zanurzona jest bardzo bogata. Przeważają ramienice, ale spotkać można także gatunki: rogatek, rdestnica połyskująca i rdestnica przeszyta. Wokół brzegów, prawie całkowicie zarośniętych, dominuje trzcina, pałka wąskolistna i sitowie.